# Ali Daia
Alboácem Ali ibne Ubaide Alá Sadique (em persa: ابوالحسن علی بن عبیدالله صادق‎; romaniz.: Abu'l-Hasan Ali ibn Ubaydallah Sadiq), comumente conhecido como Ali Daia (em persa: علی دایا; romaniz.: Ali Daya), foi um comandante tajique que serviu sob o sultão Maçude I (r. 1030–1040) do Império Gasnévida, mas que depois caiu em desgraça e foi executado.

## Vida
Ali Daia é mencionado pela primeira vez em 1030, quando o sultão gasnévida Mamude (r. 998–1030) morreu e foi sucedido por seu filho Maomé. No entanto, a maioria das tropas gasnévidas, incluindo Ali Daia, amotinaram-se contra Maomé e juntaram-se ao irmão dele Maçude I (r. 1030–1040), que era mais experiente e estava em Nixapur. Maçude venceu a disputa e Ali Daia foi recompensado pelo vizir Amade Maimandi como comandante-em-chefe (sipassalar) do exército gasnévida no Coração, sucedendo assim o desonrado general turco Astiguetiguim. Logo foi enviado com um exército de 4 000 soldados contra os turcos seljúcidas. Em 1035, seu camarada Beguetoguedi o sucedeu como comandante-chefe do Coração. Em 1040, lutou na Batalha de Dandanacã, onde os gasnévidas sofreram uma derrota desastrosa. Maçude, que culpou Ali Daia e seus camaradas pelo falhanço, prendeu-os e logo os executou na Índia. O poeta persa Manucheri Dangani é conhecido por ter composto uma ode para ele.